# Ronde van Valencia 2006
De Ronde van Valencia 2006 werd gehouden van 21 februari tot en met 25 februari in Spanje.

## Etappe overzicht
| etappe | datum       | start      | eindstreep        | afstand | winnaar             | land    |
| ------ | ----------- | ---------- | ----------------- | ------- | ------------------- | ------- |
| 1e     | 21 februari | Calpe      | Calpe             | 148 km  | Aleksandr Kolobnev  | Rusland |
| 2e     | 22 februari | Villarreal | Villarreal        | 151 km  | Alessandro Petacchi | Italië  |
| 3e     | 23 februari | Sagunt     | Sagunt            | 162 km  | Alessandro Petacchi | Italië  |
| 4e     | 24 februari | Alzira     | Alto Del Campello | 161 km  | Antonio Colom       | Spanje  |
| 5e     | 25 februari | Valencia   | Valencia          | 176 km  | Daniele Bennati     | Italië  |

## Algemeen klassement
| rang | renner             | land      | tijd     |
| ---- | ------------------ | --------- | -------- |
| 1    | Antonio Colom      | Spanje    | 19.19.17 |
| 2    | Ricardo Serrano    | Spanje    | 0.11     |
| 3    | David Bernabéu     | Spanje    | 0.12     |
| 4    | Aleksandr Kolobnev | Rusland   | 0.15     |
| 5    | Francisco Vila     | Spanje    | 0.25     |
| 6    | Gorka González     | Spanje    | 0.37     |
| 7    | David López García | Spanje    | 0.46     |
| 8    | Koos Moerenhout    | Nederland | 0.47     |
| 9    | Thomas Lövkvist    | Zweden    | 0.49     |
| 10   | Santos González    | Spanje    | 0.49     |

## 1e etappe
| rang | renner                 | land      | tijd    |
| ---- | ---------------------- | --------- | ------- |
| 1    | Aleksandr Kolobnev     | Rusland   | 3.35.08 |
| 2    | Francisco José Ventoso | Spanje    | 0.27    |
| 3    | Alessandro Petacchi    | Italië    | 0.27    |
| 4    | Pablo Urtasun          | Spanje    | 0.27    |
| 5    | Fabrizio Guidi         | Italië    | 0.27    |
| 6    | Allan Davis            | Australië | 0.27    |
| 7    | Xabat Otxotorena       | Spanje    | 0.27    |
| 8    | Ricardo Serrano        | Spanje    | 0.27    |
| 9    | Samuel Sánchez         | Spanje    | 0.27    |
| 10   | Danilo Napolitano      | Italië    | 0.27    |

## 2e etappe
| rang | renner                 | land      | tijd    |
| ---- | ---------------------- | --------- | ------- |
| 1    | Alessandro Petacchi    | Italië    | 3.35.41 |
| 2    | Danilo Napolitano      | Italië    | 0.00    |
| 3    | Francisco José Ventoso | Spanje    | 0.00    |
| 4    | Juan Antonio Flecha    | Spanje    | 0.00    |
| 5    | Lilian Jégou           | Frankrijk | 0.00    |
| 6    | Ángel Edo              | Spanje    | 0.00    |
| 7    | Allan Davis            | Australië | 0.00    |
| 8    | Aleksej Markov         | Rusland   | 0.00    |
| 9    | Constantino Zaballa    | Spanje    | 0.00    |
| 10   | Pablo Urtasun          | Spanje    | 0.00    |

## 3e etappe
| rang | renner                 | land      | tijd    |
| ---- | ---------------------- | --------- | ------- |
| 1    | Alessandro Petacchi    | Italië    | 3.46.55 |
| 2    | Danilo Napolitano      | Italië    | 0.00    |
| 3    | Allan Davis            | Australië | 0.00    |
| 4    | Fabrizio Guidi         | Italië    | 0.00    |
| 5    | Lilian Jégou           | Frankrijk | 0.00    |
| 6    | Francisco José Ventoso | Spanje    | 0.00    |
| 7    | Pablo Urtasun          | Spanje    | 0.00    |
| 8    | Juan Antonio Flecha    | Spanje    | 0.00    |
| 9    | Samuel Sánchez         | Spanje    | 0.00    |
| 10   | Xabat Otxotorena       | Spanje    | 0.00    |

## 4e etappe
| rang | renner                | land   | tijd    |
| ---- | --------------------- | ------ | ------- |
| 1    | Antonio Colom         | Spanje | 4.10.16 |
| 2    | David Bernabéu        | Spanje | 0.11    |
| 3    | Ricardo Serrano       | Spanje | 0.13    |
| 4    | David López García    | Spanje | 0.15    |
| 5    | Francisco Vila        | Spanje | 0.15    |
| 6    | Thomas Lövkvist       | Zweden | 0.15    |
| 7    | Santos González       | Spanje | 0.15    |
| 8    | Adolfo García Quesada | Spanje | 0.22    |
| 9    | Julián Sánchez        | Spanje | 0.22    |
| 10   | Samuel Sánchez        | Spanje | 0.22    |

## 5e etappe
| rang | renner                          | land      | tijd    |
| ---- | ------------------------------- | --------- | ------- |
| 1    | Daniele Bennati                 | Italië    | 4.10.55 |
| 2    | Danilo Napolitano               | Italië    | 0.04    |
| 3    | Erik Dekker                     | Nederland | 0.04    |
| 4    | Alessandro Petacchi             | Italië    | 0.04    |
| 5    | Fabrizio Guidi                  | Italië    | 0.04    |
| 6    | Ricardo Serrano                 | Spanje    | 0.04    |
| 7    | Gorka González                  | Spanje    | 0.04    |
| 8    | Aleksandr Kolobnev              | Rusland   | 0.04    |
| 9    | Antonio Colom                   | Spanje    | 0.04    |
| 10   | José Ignacio Gutierrez Cataluna | Spanje    | 0.04    |

Mannen: 1929 · 1930 · 1931 · 1932 · 1933 · 1934-1939 · 1940 · 1941 · 1942 · 1943 · 1944 · 1945-1946 · 1947 · 1948 · 1949 · 1950-1953 · 1954 · 1955 · 1956 · 1957 · 1958 · 1959 · 1960 · 1961 · 1962 · 1963 · 1964 · 1965 · 1966 · 1967 · 1968 · 1969 · 1970 · 1971 · 1972 · 1973 · 1974 · 1975 · 1976 · 1977 · 1978 · 1979 · 1980 · 1981 · 1982 · 1983 · 1984 · 1985 · 1986 · 1987 · 1988 · 1989 · 1990 · 1991 · 1992 · 1993 · 1994 · 1995 · 1996 · 1997 · 1998 · 1999 · 2000 · 2001 · 2002 · 2003 · 2004 · 2005 · 2006 · 2007 · 2008 · 2009-2015 · 2016 · 2017 · 2018 · 2019 · 2020 · 2021 · 2022 · 2023 · 2024 · 2025
Vrouwen: 2019 · 2020 · 2021 · 2022 · 2023 · 2024 · 2025